# Mobilisation austro-hongroise de 1914
La mobilisation austro-hongroise de 1914 désigne l'ensemble des opérations visant à permettre à l'Autriche-Hongrie d'entrer dans le conflit ouvert par la déclaration de guerre austro-hongroise à la Serbie le 28 juillet 1914. 

## Préparation

### Les réformes militaires
Depuis 1912, l'armée commune est l'objet de nombreuses réformes, impulsées par le chef de l'AOK, Franz Conrad von Hötzendorf ; en effet, celle-ci dépendait alors des règlements et lois édictés le 11 avril 1889, adaptés au fil des années. Au tournant du siècle, l'inadaptation du système établi en 1889 devient patente, en dépit d'une modernisation constante de l'artillerie et des techniques de commandement et de transmission.  
La mobilisation partielle consécutive à la crise bosniaque de l'hiver 1908-1909 permet aux responsables politiques de prendre conscience des faiblesses de l'armée commune, notamment en termes d'effectifs ; appuyés par une campagne de presse, les ministères autrichiens et hongrois parviennent à imposer dans le débat public la question du renforcement de l'armée commune. 
Au cours de l'année 1911, la question de la modernisation militaire de la double monarchie ; ainsi, les représentants autrichiens et hongrois réunis lors de la session des délégations adoptent dès le début de l'année 1911 les dispositions prévues par le ministre commun de la guerre.

### Planification austro-hongroise
Dans le cadre d'un conflit avec la Russie (ou l'Italie) et la Serbie, les stratèges austro-hongrois divisent l'armée austro-hongroise en trois forces, une première, le A-Staffel composé de neuf corps d'armée déployés face à l'Italie ou la Russie, un second groupe de trois corps, le Minimalgruppe Balkan engagé contre la Serbie et le Monténégro ; un troisième groupe, le B-Staffel, se tiendrait en réserve pour être déployé en fonction des besoins et de l'évolution des combats en Serbie et en Galicie.

## Mise en œuvre
La réponse serbe à l'ultimatum austro-hongrois du 23 juillet pousse les militaires austro-hongrois à ordonner la mobilisation générale de l'armée commune le 25 juillet.

### Ordres de mobilisation
Par son ordre signé le 25 juillet, dans la matinée, François-Joseph signe l'ordre de mobilisation de l'armée commune, selon les plans de mobilisation établis en cas de conflit austro-serbe ; l'ordre, signé en Allemand, langue de commandement de l'armée commune, est diffusé dans l'ensemble des langues utilisées au sein de la double monarchie. 

### Étapes
L'armée commune procède dès l'expiration de l'ultimatum à une mobilisation partielle, mettant en place un dispositif dirigé contre la Serbie et le Monténégro.
La mobilisation partielle, puis générale, de la Russie met à mal ce processus et pousse les planificateurs militaires austro-hongrois

## Prémices d'une guerre de coalition

### Face à plusieurs adversaires
Depuis l'arrivée de Franz Conrad von Hötzendorf au poste de chef d'état-major du haut commandement austro-hongrois en 1906, un partage des tâches se met en place entre diplomates et militaires. En effet, la double monarchie apparaît entourée d'ennemis lorgnant sur des portions de son territoire ; la planification militaire austro-hongroise donne donc un rôle important aux diplomates, Conrad leur assignant la tâche d'éviter un conflit simultané avec l'ensemble de ses voisins. 

### frictions avec leReich
Depuis la seconde moitié des années 1870, la double monarchie a démontré son incapacité à participer victorieusement à une confrontation européenne de grande ampleur sans le soutien du Reich,.  
Au fil des années, la double monarchie renforce ses liens avec le Reich, l'empire des Habsbourg devenant même, en dépit de nombreuses frictions, le « brillant second » de Berlin. En 1914, au terme de ce processus, l'indépendance de la double monarchie sur le plan international semble de plus en plus artificielle.

## Premiers combats
Le matin du 28 juillet 1914, Leopold Berchtold informe par une note diplomatique le gouvernement serbe de l'état de guerre entre la double monarchie et la Serbie ; la déclaration de guerre austro-hongroise à la Serbie oblige le gouvernement russe à soutenir son allié serbe, mais Sergueï Sazonov, le ministre russe des affaires étrangères, informe les représentants allemands et austro-hongrois en poste à Saint-Petersbourg que les troupes russes resteront sur leurs positions tant que l'intégrité du territoire serbe est maintenue. 

### dans les Balkans
Dès le soir du 28 juillet, la flottille austro-hongroise du Danube bombarde la capitale serbe, Belgrade. 

### En Galicie
Face à la Russie et à son armée numériquement très forte, la double monarchie reçoit le rôle de contenir les unités russes qui doivent attaquer en Pologne, devant résister à cette armée le temps que l'armée allemande ait battu la France, en six semaines, selon Moltke le jeune, le chef d'état-major général allemand, traversé l'Europe, puis opéré sa concentration en Prusse et en Silésie.